# Juan Antonio Montesinos García
Juan Antonio Montesinos García (Alacant, 1932 - Alacant, 19 de febrer del 2014) fou un polític valencià, diputat a les Corts Espanyoles i fundador d'Alianza Popular posteriorment, refundat en el Partit Popular de la Comunitat Valenciana (PPCV).

## Trajectòria
Fill de Manuel Montesinos Gómiz alcalde d'Alacant durant el franquisme, net del Dr. Gabriel Montesinos i Donday qui fou el President dels liberalconservadors mauristes d'Alacant a principi del Segle XX i besnet de Manuel Gómiz qui fou alcalde d'Alacant amb el Partit Liberal Conservador en el segle xix.

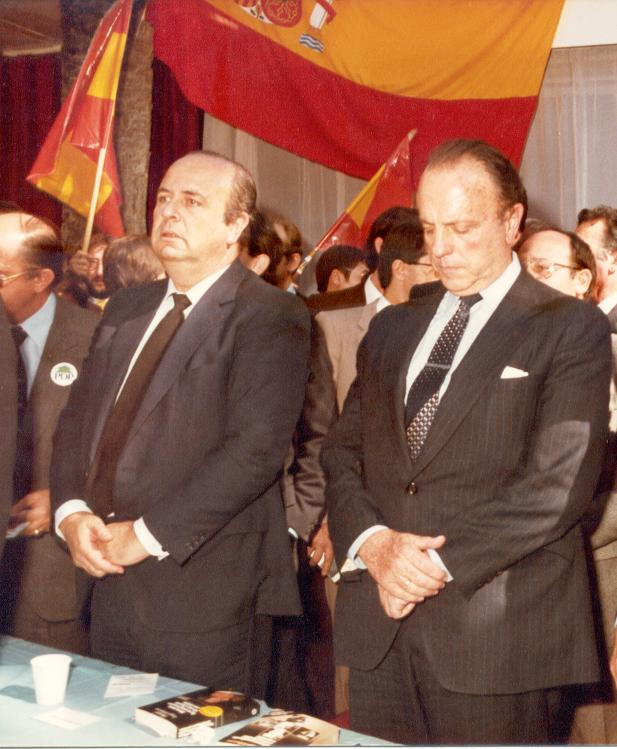
Juan Antº Montesinos i M. Fraga, míting de campanya en Alacant - Eleccions Generals 1982

Després de la Guerra Civil Espanyola, va estudiar el batxillerat al Col·legi del Pilar de València i al Col·legi dels  Germans Maristes d'Alacant. Comença els estudis d'enginyer tècnic industrial a l'Escola de Perits de Madrid, becat en la Residència d'Estudiants dels jesuïtes Cor Iesu va a formar part del grup d'estudiants-obrers que amb el Pare Llanos i el P. Sánchez de León va participar en la construcció del "Pozo del Tío Raimundo. Més tard finalitza en la Universitat Politècnica de València el seu cinquè i últim any de carrera del pla d'estudis anterior.
Va treballar com enginyer de càlcul en Madrid i constructor en Alacant. Al mateix temps s'inicia com a Professor de matemàtiques en L'Institut Politècnic d'Alacant a finals dels 60, on seria subdirector amb Manuel Ruiz i més tard, triat Director pel claustre de professors (1974-82). A finals del 1973 amb les repercussions de la crisi del petroli de 1973 en l'economia espanyola va haver de tancar la seva empresa. Ja com a Director en el Politècnic se celebraren els 50 Anys de la F.P. en la província el 1977 i s'emeté la medalla commemorativa que acceptà rebre el Rei D. Joan Carles I d'Espanya, així com la Beca de Col·legial d'Honor la Reina Sofia; per primera volta un centre docent participà en les Fogueres d'Alacant per a la qual cosa va crear la seua pròpia comissió i participà en una foguera que obtingué el primer premi de la segona categoria, també obri Barraca i tingué una Bellea del Foc el 1978, també promogué l'equip de voleibol que arribà a ascendir a primera Divisió el 1979. A més de l'engrandiment de L'Institut Politècnic i la seva inclusió a la societat alacantina, promou i gestiona l'obertura de centres d'FP a tota la província, vertebrant la Formació Professional, així com el desenvolupament i l'execució del SAF-PPO (Servei d'Acció Formativa-Promoció Professional Obrera) programa per a la reinserció laboral de professionals sense titulació acadèmica, portat a veta junta al Ministeri de Treball. El 1978, va obtenir plaça de Professor Numerari de matemàtiques per Alacant.
En juliol de 1982 publicà, junt amb el professor Escolano Quereda un treball titulat La Tutoria en la Formació Professional dins d'una col·lecció publicada per la Delegació d'Alacant, en la qual arreplega succintament part de la seua memòria com a Professor Col·laborador Universitari a L'Institut Ciències de l'Educació (I.C.E.) de La Universitat Politècnica de València durant els anys 1977 al 1979 junt a les investigacions d'Escolano.
També fou President de la Delegació provincial de Perits Industrials d'Alacant i va liderar la segregació de la Delegació alacantina del Col·legi de Perits de València, sent Montesinos el President-fundador del Col·legi d'Enginyers Tec. Industrials d'Alacant i el seu primer Degà el 1976. Eixe mateix any, li fou atorgat per l’Associació Nacional de Perits i a proposta de la Junta d'Alacant, el guardó de Soci de Merit dels Perits i Enginyers Tècnics Industrials. Durant el seu mandat es van oferir els monuments a la Indústria a Elda (avant de la FICIA) i Alcoi.
Militant des del 1976 de la Unión del Pueblo Español, poc després juntament amb sis partits més el 1977 i es fonen formant Aliança Popular (després Partit Popular). En aquest Partit va ser President provincial en tres ocasions (2 AP i 1 PP); President regional (1 AP i 1 PPCV) en dos; Vocal del Comitè Executiu Nacional el 1978 Fraga el va nomenar després d'abandonar el partit del NO a la Constitució i també des de l'any 1984 al 1990 i finalment fou Vicepresident Nacional des de l'any 1979 al 1984. A més també fou president del V Congrés Nacional del Partit el febrer de 1982.

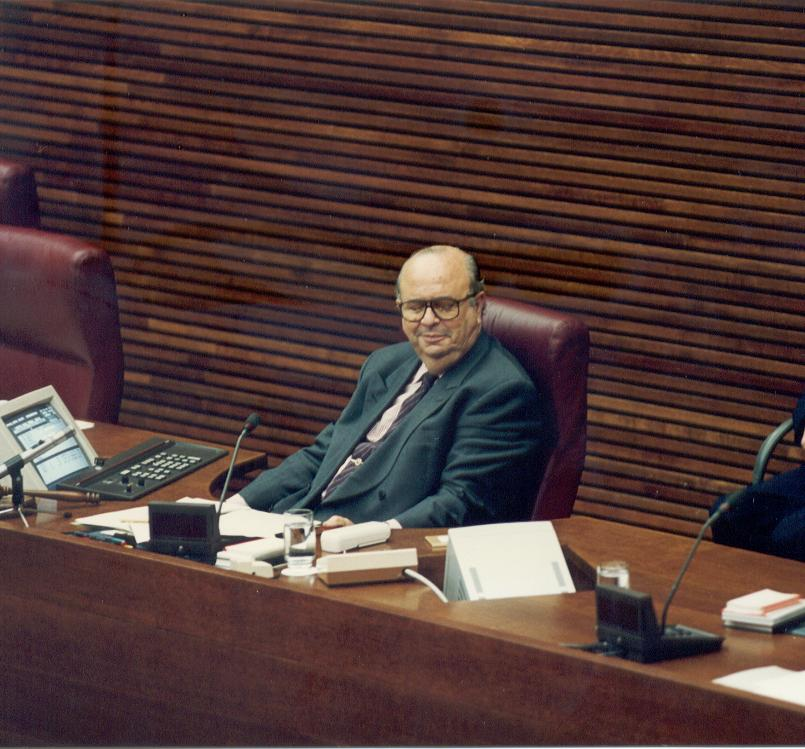
Montesinos fou la màxima autoritat institucional del PPCV en la Comunitat Valenciana durant la III Legislatura

Fou escollit Diputat per la província d'Alacant a les Eleccions generals espanyoles de 1982 (Secretari 2º Comissió d'Educació i Cultura), a les Eleccions de 1986 (Secretari 2º Comissió d'Educació i Cultura, Vocal Comissió Investigació Cientifica i Vicepresident Comissió Mixta Congrés-Senat R+D) i a les Eleccions de 1989 (Vocal Comissió Defensa). El 1990 fou un dels diputats del PP presumptament implicats en el cas Naseiro però l'endemà el Jutge Manglano descarta qualsevol implicació de Montesinos, afirmant que és Ángel Sanchis Perales el Diputat valencià implicat. Va deixar l'escó a Madrid el 18 de juny del 1991, sent substituït per Luis Fernando Cartagena Travesedo. Tot i així, fou escollit Diputat per Alacant a les eleccions a les Corts Valencianes de 1991 i nomenat Vicepresident de les Corts Valencianes on va ser Vicepresident de la Comissió de Reglament, de la Comissió d'Estatut dels Diputats, de la Comissió de Peticions i de la Comissió Govern Interior, durant la Presidència d'Antoni Garcia Miralles. El 1993 va obtenir la seua plaça, per concurs, de  Catedràtic de Matemàtiques en l'Institut Politècnic d'Alacant. El 1995 es va a retirar de la política.
Soci Fundador de l'Ateneu Científic, Lliteràri i Artístic d'Alacant, rebé la medalla de Soci d'Honor i fou vicepresident poc després sent Presidenta Maribel Berná.
Membre del Consell de Redacció de l'Anuari de Dret Parlamentari de les Corts Valencianes, en 1999 publicà "La propietat dels bancs obtinguts electoralment en llistes tancades".

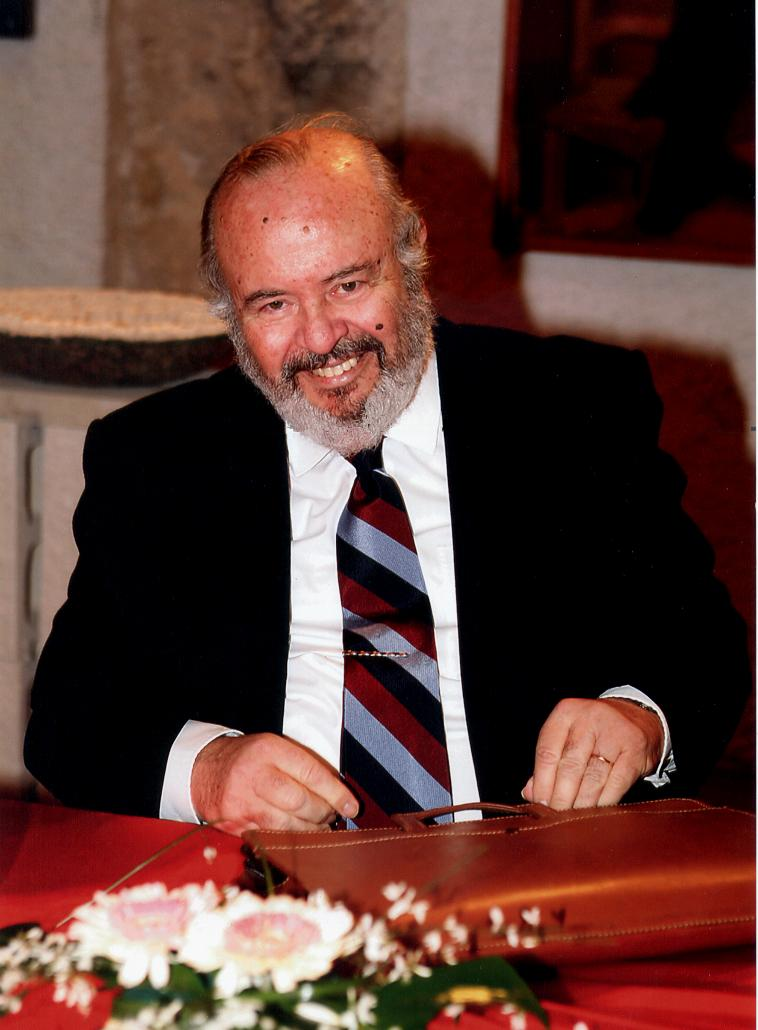
Montesinos fou membre del Consell Valencia de Cultura (2008)

El 2001 fou nominat Membre del  Consell Municipal de Cultura d'Alacant. El 2002 compleix 70 anys i es jubila com a director de l'Institut Social de la Marina i fou nominat Membre del Consell Valencià de Cultura, on el 2003 va ser nominat Membre de la Junta Rectora de l'Institut Gil-Albert de la Diputació d'Alacant i el 2004 Vocal del Consell Tècnic d'Heràldica de la Generalitat Valenciana.
És el pare de la Diputada del PP Macarena Montesinos de Miguel, continuadora d'aquesta saga de polítics de la Comunitat Valenciana.